# Enicospilus americanus
Enicospilus americanus är en stekelart som först beskrevs av Christ 1791.  Enicospilus americanus ingår i släktet Enicospilus och familjen brokparasitsteklar. Inga underarter finns listade i Catalogue of Life.